# Rigaudon
Il rigaudon o rigodon è una danza tradizionale francese. Nasce dal 1600 in poi dalla Provenza (o dalla Linguadoca) nel resto della Francia e in Inghilterra ed ivi elevata ad aulica. Si distingueva, tra l'altro, per un suo peculiare passo saltato. Il ritmo era binario (battuta in 2/2 o in 2/4), il movimento in Allegro (o equivalenti); la forma poteva mutare di schema tra il tipo A :||: À' :|| A e l'altro A :||: A' :||: A" :|| A'", a strofe di 8 misure o anche irregolari. L'ultima di solito era ridotta. Esempi celebri sono i rigaudon di H. Playford (in Apollo's Banquet) e di J.-Ph. Rameau (nelle composizioni per il clavicembalo del 1724 e nel Dardanus del 1735).
Ballato ancora oggi con molte varianti coreutiche, dalla Provenza fino alla regione di Chambery, nell'Alta Savoia,  nelle valli Occitane d'Italia e nella regione di Grenoble, la più "fervida" dove si possono trovare una cinquantina di rigodon diversi.
Sovente danzato in cerchio ha al sud passo e figure più leggere mentre quelle del nord sono più rudi; in Italia è ballata la versione resa famosa dal gruppo dei Lou Dalfin con battito delle mani sul cerchio con questo schema: cerchio di uomini e donne alternati rivolti a destra, passeggiata in senso antiorario accompagnando il passo (quando appoggio il piede interno) con battuta delle mani all'interno del cerchio, il cavaliere si gira indietro e fa un balletto con la dama che lo segue al cambio della musica torna a girarsi e fa il balletto con la dama che lo precede, da capo.